# Joe Viterelli
Joseph „Joe” Viterelli (10 martie 1937 – 28 ianuarie 2004) a fost un actor american. 

## Biografie
Joe Viterelli s-a născut din imigranți italieni în Bronx, New York. Înainte ca Viterelli să devină actor, s-a împrietenit cu regizorul Leo Penn (tatăl actorului Sean Penn), care inițial a încercat dar nu a reușit să-l convingă pe Viterelli să continue cu actoria din cauza aspectul său unic și tipic italian. Câțiva ani mai târziu, Sean Penn l-a abordat pe Viterelli și i-a cerut să încerce actoria  ca parte a unui favor; Viterelli a făcut-o și a continuat să apară în Stare de grație și apoi în peste alte 40 de filme. 

## Deces
Viterelli a murit la 28 ianuarie 2004, la vârsta de 66 de ani, în Las Vegas, Nevada din cauza unei hemoragii severe la stomac, ca o complicație a unei recente intervenții chirurgicale cardiace. Ultimul său rol de film a fost cel al lui Jelly în filmul lui Harold Ramis Nașul stresat, continuarea din 2002 a filmului din 1999 Cu nașu' la psihiatru. Ultimul său rol de scenă a fost cel al unui mafiot într-un anunț Super Bowl din 2004 pentru Staples, Inc.

## Filmografie parțială
- 2002 - Analyze That .... Jelly
- 2001 - See Spot Run .... Gino
- 2001 - Shallow Hal ... Steve Shanahan
- 2000 - Wannabes .... Santo
- 1999 - Mickey Blue Eyes .... Vinnie D'Agostino
- 1999 - Analyze This .... Jelly
- 1998 - Mafia!....Dominick Clamatto
- 1996 - Heaven's Prisoners ....
- 1996 - Eraser .... Tony Two-Toes
- 1994 - Bullets Over Broadway .... Nick Valenti
- 1993 - The Firm .... Joey Morolto
- 1991 - Mobsters ... Joe Profaci
- 1990 - State of Grace .... Borelli

## Legături externe
- Joe Viterelli la Internet Movie Database
- Joe Viterelli la Find a Grave
- Joe Viterelli la Cinemagia